# Abu Ogogo
Abumere Tafadzwa Ogogo (Londres, Inglaterra; 3 de noviembre de 1989) es un futbolista inglés. Juega de centrocampista y su equipo actual es el Bristol Rovers F.C de la Football League One de Inglaterra.

## Clubes
| Club                 | País       | Año         |
| -------------------- | ---------- | ----------- |
| Arsenal F.C.         | Inglaterra | 2006 - 2009 |
| Barnet F.C. (Cedido) | Inglaterra | 2008 - 2009 |
| Dagenham & Redbridge | Inglaterra | 2009 - 2015 |
| Shrewsbury Town      | Inglaterra | 2015 -2018  |
| Coventry City        | Inglaterra | 2018-2019   |
| Bristol Rovers       | Inglaterra | 2019-X      |